# Corso Palestro
Corso Palestro è una via di Brescia, che attraversa la zona centro-sud del centro storico cittadino, in direzione est-ovest, su un percorso di circa quattrocento metri. Ha inizio a ovest dallo slargo davanti alla chiesa di San Francesco d'Assisi e termina al crocevia tra corso Giuseppe Zanardelli e via Dieci Giornate.

## Storia

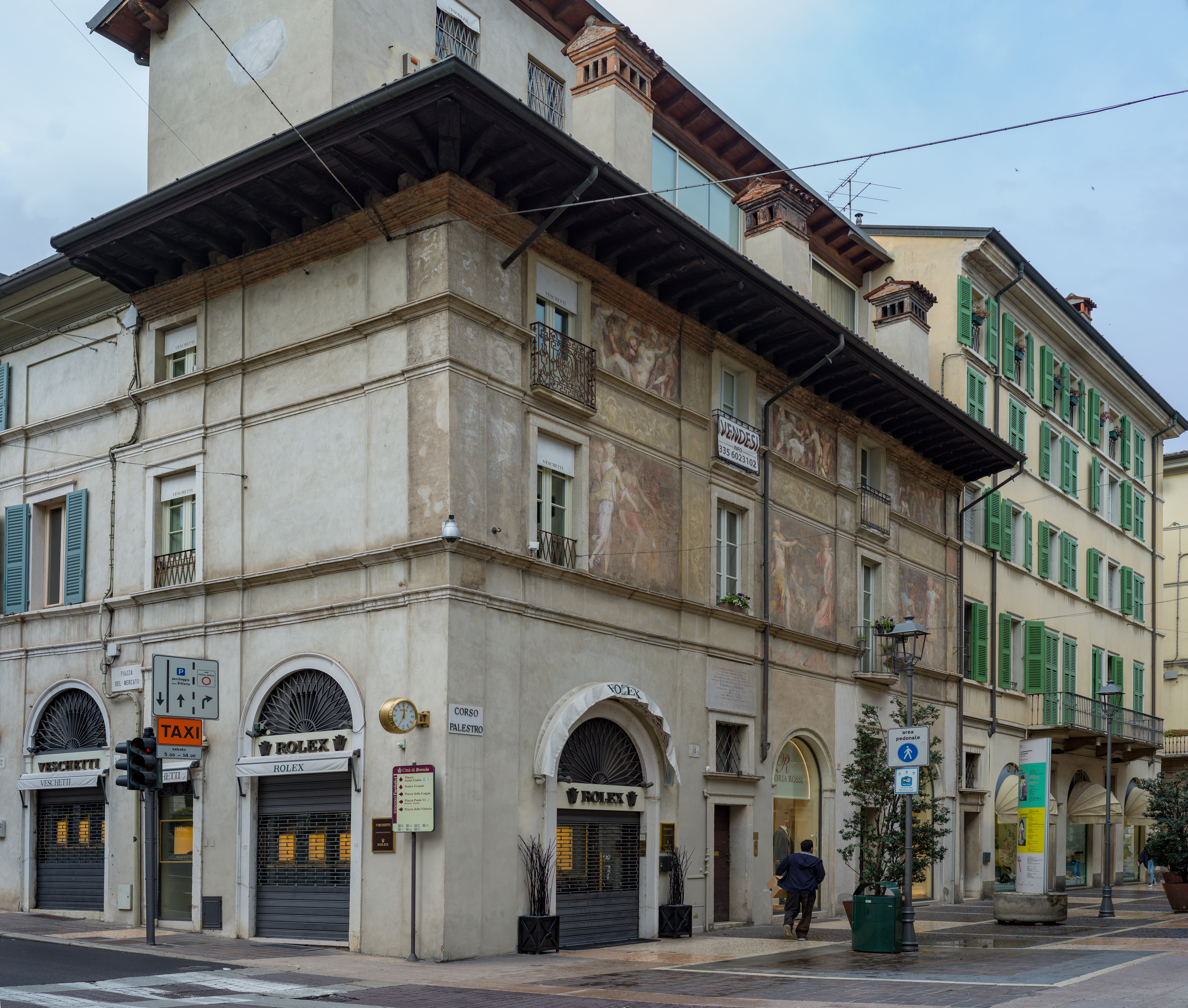
Un tratto di corso Palestro angolo Via Antonio Gramsci con in prima vista la palazzina abbellita dagli affreschi del Gambara

La via si formò a partire dalla metà del Quattrocento, quando le mura della vecchia cinta medievale, costruite alla fine del XII secolo e ormai inutilizzate da tempo, vennero spianate. La demolizione delle mura e il riempimento del fossato portarono alla formazione all'interno della città di una lunga striscia vuota, che con il tempo venne variamente urbanizzata, lasciando libero un passaggio utilizzato come strada.
Lo spianamento non fu comunque totale e comportò la permanenza di un certo dislivello tra la quota interna e la quota esterna, la prima più alta della seconda, dislivello ancora presente sulla maggior parte del percorso delle antiche mura, coincidente, stando agli attuali toponimi, con il tracciato di via delle Battaglie, via della Pace, corso Palestro, corso Giuseppe Zanardelli e, approssimativamente, via Tosio.
Con la nuova toponomastica ottocentesca e novecentesca, il tratto di strada tra la chiesa di San Francesco d'Assisi e il crocevia tra corso Giuseppe Zanardelli e via Dieci Giornate venne rinominata "corso Palestro", in onore alla battaglia di Palestro.
Il 28 luglio 1907 su questo corso aprì il primo cinema permanente di Brescia: il «Roi Soleil» che nel 1922 fu ribattezzato «Cinema Sole». L'attività chiuse nel 1962.
La via è oggi uno dei "salotti" della città, dove si alternano negozi di lusso, bar e altri servizi commerciali. Già resa zona pedonale quasi completamente alla fine del Novecento, nel 2011 è stato pedonalizzato anche nell'ultimo tratto tra piazzetta San Francesco e corso Martiri della Libertà, tratto che è stato inoltre interessato, per l'occasione, da una revisione dell'arredo urbano.